# Санта-Мария-дель-Мар
Санта-Мария-дель-Мар (кат. Santa Maria del Mar — церковь Святой Марии на море) — готическая церковь в Барселоне в историческом квартале Ла Рибера подрайона Сан-Пере, Санта-Катерина и Ла-Рибера Старого города. Построена в 1329—1383 годах, в эпоху расцвета в Каталонии торговли и мореплавания. Санта-Мария-дель-Мар представляет собой выдающийся образец каталонской готики, отличающийся чистотой и единством стиля, что в общем-то не свойственно большим средневековым сооружениям.
Первое упоминание церкви Святой Марии на море относится к 998 году. Возведению современного храма способствовал каноник Бернат Льуль (кат. Bernat Llull), который в 1324 году был назначен архидеканом церкви. Строительство началось 25 марта 1329 года, первый камень в фундамент церкви заложил король Альфонс IV Арагонский, о чём свидетельствует запись на латинском и каталанском языках на фасаде церкви. Помощь в строительстве церкви оказали все гильдии Риберы. Возведение стен, боковых капелл и фасадов было завершено в 1350 году. В 1379 году пожар уничтожил значительную часть здания. Строительство было закончено 3 ноября 1383 года, а уже 15 августа в церкви прошла первая месса. Землетрясение 1428 года нанесло серьёзный урон зданию церкви и разрушило витражную розетку на западном фасаде. Новый витраж в стиле пламенеющей готики был закончен в 1459 году.
9 марта 1923 года папа Пий XI присвоил церкви Санта-Мария-дель-Мар звание Малой папской базилики. Картины и барочный алтарь были уничтожены пожаром в 1936 году.